# Leonardo Vittorio Arena
Leonardo Vittorio Arena (Ripatransone, 1953) è un saggista italiano.

## Biografia
Leonardo Vittorio Arena insegna "Storia della filosofia contemporanea" presso l'Università di Urbino. Filosofo e orientalista, ha dedicato in particolare al Buddhismo Zen, al Taoismo e al Sufismo una vasta produzione saggistica; è anche autore di romanzi e traduzioni sui medesimi temi. Insegna tecniche di meditazione tratte da pratiche buddhiste e sufi. Ha collaborato ai programmi religiosi della Radio Svizzera.

## Pensiero
La sua visione filosofica è esposta principalmente nelle tre opere Nonsense o il senso della vita, Note ai margini del nulla e Sul nudo, dove si propone una sintesi delle grandi correnti filosofiche orientali e occidentali, con particolare riguardo a Nietzsche, Wittgenstein, Zhuāngzǐ e il Buddhismo Chán/Zen.
Il nonsense, come dall'opera Nonsense o il senso della vita, è da intendere come la meta di ogni autentica indagine filosofica, realizzando la "distruzione delle opinioni" sulla scorta del Buddhismo. La filosofia del nonsense non è teoria, bensì non teoria: come la zattera del Buddhismo o la scala di Wittgenstein, serve ad arrivare a una sorta di consapevolezza speciale, per poi essere tranquillamente accantonata. Punto di partenza: non è possibile formulare una filosofia esente da contraddizioni. Nelle pagine di ogni filosofo si cela il tarlo dell'incoerenza. Traendo tutte le conseguenze logiche di ogni filosofia se ne attesta la contraddittorietà.
L'idealismo, base di ogni filosofia, dovrà sfociare nel vuoto e nel nonsense, laddove se ne sviluppi il suo principio-base, che è esistenziale prima ancora che teoretico, secondo cui il mondo è la rappresentazione del soggetto o di una mente cosmica. La posizione del nonsense spinge a riconoscere che le cose stanno proprio così (Tathātā), cioè sono caratterizzate da una nudità che non può essere interpretata o espressa attraverso alcuna dottrina od opinione.
Non c'è senso nascosto, e tutto è già qui, direttamente accessibile nella vita quotidiana all'uomo comune e al Risvegliato, mai così tanto accomunati. Lo strumento del nonsense è l'arte, specialmente la musica e si procede verso la dimensione del non suono, già cara a John Cage, nella sua composizione 4'33", cui Arena dedica una lunga disamina, nella sua opera La durata infinita del non suono. La stessa tematica viene ripresa e ampliata in Il tao del non suono, nonché nell'analisi di alcuni solisti o gruppi di musica contemporanea, come John Lennon, David Sylvian, Brian Eno, Robert Wyatt, Giacinto Scelsi, Ryuichi Sakamoto Bob Dylan e Keith Jarrett. Musica e filosofia si intersecano, entrambe sono mezzi di conoscenza, addirittura intercambiabili. Arena è influenzato dalla beat generation, e riconduce parte del suo interesse di lunga data per l'Oriente ai Beatles e ai grandi gruppi rock dei '60 e '70.
Nella poesia, l'haiku esprime lo yugen, un senso di "profondità misteriosa" che convive con la semplicità del "qui e ora". Nonsense implica il superamento degli opposti, quindi permette di giungere alla non dualità, al di là della logica formale di Aristotele, perseguita dall'esorcista del nudo, il quale pretende di cogliere e congelare in una articolazione sistematica il caotico divenire della vita; operazione votata all'insuccesso, e alla contraddittorietà. Come per Nāgārjuna e Wittgenstein, anche per Arena la logica può servire a invalidare sé stessa, ma nella dimensione radicale del kōan, come è concepita nel Chán/Zen. L'insegnamento si trasmette grazie a una sorta di empatia o comunicazione energetica tra maestro e allievo -, di baraka nel senso che il termine acquista nel Sufismo -, veicolata dal silenzio e dal non suono.
Nella sua opera Note ai margini del nulla, Arena riprende la posizione di Bodhidharma, relativa al "non sapere, non distinzione" (fushiki), in direzione epistemologica ed ermeneutica, sottolineando la complessità della diffusione del nonsense nell'ambito del sociale. Egli analizza le concezioni di vari esponenti del pensiero orientale e occidentale, tra cui Max Stirner, Fernando Pessoa e i maestri del Taoismo, specie Zhuāngzi. Il nonsense propone un nichilismo costruttivo, dove le "ragioni" del nulla non vengano concepite attraverso la modalità unilaterale del nihil privativum, negativum od oggettivizzato. Arena rovescia la conclusione del Tractatus Logico-Philosophicus: di tutto ciò su cui si dovrebbe tacere occorre proprio parlare.
Arena propone di sondare il nonsense attraverso il nudo, una comprensione che sfoci nella non comprensione e nel non pensiero, ben più fecondi di quanto la riflessione logico-formale non abbia dato da vedere all'Occidente. Nietzsche, Bob Dylan e i maestri Zen si rivelano, al momento, i suoi principali ispiratori nei toni di una filosofia non accademica, nemica del dogmatismo e della necrofilia della teoresi. La musica elettronica contemporanea sembra particolarmente adatta a sondare la nudità, nei modi della improvvisazione radicale, cui Arena dedica anche un'attività concertistica solista con lo pseudonimo Mu Machine.
Arena ha pubblicato una serie di ebook sull'analisi di maestri e filosofi alla luce delle categorie del nonsense e del nudo, sondandone tratti indipendenti dai "punti nodali", riscontrabili nei compendi od opere manualistiche, e considerando queste figure nella loro alterità: Samuel Beckett, Jacques Derrida, Nietzsche e Wittgenstein rientrano nel novero, ma anche Jacques Lacan (cfr. la voce Opere). Parallelamente, sta sondando le illusioni e i condizionamenti dell'animo, che non lasciano percepire il nudo/nonsense.
La produzione romanzesca è iniziata con La lanterna e la spada, dove Arena analizza la figura di Qinshi Huangdi, il primo imperatore della Cina, famoso per l'unificazione della lingua, del Paese, e il forte impulso dato alla costruzione della Grande Muraglia, ma anche per il rogo dei libri, che ha ispirato Ray Bradbury in Farenheit 451, e varie efferatezze. La produzione letteraria è proseguita con un altro romanzo, L'imperatrice e il dragone (ripubblicato come Il Tao del sesso), in cui si rievoca un'altra figura molto discussa, stavolta nella Cina medioevale, quella di Wu Zhao, la quale regnò per virtù propria, fondatrice di una sua dinastia, e non come semplice imperatrice vedova, altresì famosa per gli eccessi e le passioni sessuali. Anche di questa figura Arena dà un ritratto senza giudizi moralistici ed esaminandone i multiformi aspetti, come per il primo imperatore. In L'Ordine nero, ripubblicato come La svastica sul Tibet, si tratta della spedizione Schaefer, alla ricerca delle origini della razza umana e di ineffabili segreti magici. Nel gruppo di nazisti si trova anche il filosofo Leonard Mayer (personaggio inventato), alla ricerca del segreto della mente. In Il coraggio del samurai, si parla dell'arcano connubio tra samurai e ninja, e dei segreti di questi ultimi, descritti attraverso un gruppo di donne guerriere, la cui sovrana è la misteriosa Padrona, di cui si dice che abbia quattro secoli; si parla anche di Yoshitsune, un samurai del clan dei Minamoto, sfortunato quanto valoroso, ostile al fratello Yoritomo. Nell'ultimo romanzo pubblicato, La corda e il serpente, Arena si discosta dal romanzo storico e scrive un'opera sperimentale, dove la trama è un pretesto, e si nota l'influsso di William Burroughs - anche di H. P. Lovecraft, per certi aspetti: nell'opera si parla di Atlantide, un mondo sommerso, distrutto da una catastrofe; il protagonista L., darà vita a una nuova specie umana.
Arena propone una personale versione della meditazione nella sua opera La Via del risveglio, Manuale di meditazione. Egli prende spunto dal buddhismo, vipassana e Zen, dal sufismo e da Georges Gurdjieff, dalla psicologia analitica di Carl Gustav Jung (il Libro rosso) e dal lavoro sull'ipnosi di Milton Erickson. Una meditazione che conduce talvolta agli stati alterati di coscienza e permette di sviscerare il nudo nonsense, caposaldo della visione filosofica di Arena. Una meditazione che ha il suo supporto nella musica, la quale non ne costituisce solo il sottofondo, ma anche la base per approfondire le intuizioni che ne emergono. "Difficile separare la musica dalla meditazione", scrive Arena, "l'una porta all'altra". Scopo della meditazione è anche attingere il non suono, categoria che Arena aveva sviscerato nei succitati studi su John Cage e Brian Eno. Una meditazione che attinge all'Oriente, ma fa tesoro delle conquiste psicologiche e spirituali dell'Occidente. Per indicare la modalità filosofica della pratica Arena propone una metafora: "La meditazione è premere il pulsante della consapevolezza".
Dopo anni, e non sulla base di un ripensamento quanto di un ampliamento, Arena torna sul nonsense con una nuova riflessione, imperniata sul non sapere alla luce del buddhismo Chan/Zen nel suo complesso (non solo in riferimento a Bodhidharma), e soprattutto da non intendere come non sapere socratico. Il non sapere invita a diminuire la quantità di nozioni, a spogliare la mente dei preconcetti, principio che potrebbe essere il pilastro della scoperta scientifica. Lo anima il non pensiero, attività più affine alla intuizione, che usa la logica ponendola contro se stessa. Anche questa posizione, come quella relativa al nonsense nelle opere precedenti, mira all'acquisizione di un equilibrio psicofisico, all'autorealizzazione, al riparo da dogmatismi ed eurocentrismi. L'incontro con la nudità permetterà, nella solitudine esistenziale, di svelare nuove risorse nel soggetto, un incontro con se stessi fecondo e produttivo, senza entrare in polemica con alcuna visione filosofica, anzi ospitando visioni del mondo contrastanti. La contraddizione, implicita nel nonsense, è foriera di nuovi sviluppi teoretici, e consente di recuperare istanze che, nel pensiero occidentale, erano state sepolte dopo la demonizzazione dei sofisti.

## Opere

### Opere in italiano
- Nietzsche-Wagner-Schopenhauer (Fermo, 1981)
- Il Vaisheshika Sutra di Kanada (Quattroventi, 1987)
- La filosofia di Novalis (Franco Angeli, 1987)
- Comprensione e creatività. La filosofia di Whitehead (Franco Angeli, 1989)
- Storia del buddhismo Ch'an (Mondadori, 1992).
- Il Nyaya Sutra di Gautama. La logica indiana. (Asram Vidya Edizioni, 1994)
- I maestri. Debolezze e qualità. (Mondadori, 1995)
- Realtà e linguaggio dell'inconscio, Freud, sogni lucidi e guidati (Borla, 1995)
- Vivere il Taoismo (Mondadori, 1996)
- Il Sufismo.  Pedagogia e psicologia. (Mondadori, 1996)
- La filosofia indiana (Newton, 1996)
- Buddha (Newton, 1996)
- Del nonsense (Quattroventi, 1997)
- Iniziazione all'autorealizzazione. Un percorso verso la consapevolezza (Edizioni Mediterranee, 1998)
- La filosofia cinese (Rizzoli, 2000)
- La storia di Rama (Mondadori, 2000)
- Samurai. Ascesa e declino di una nobile casta di guerrieri (Mondadori, 2002)
- I guerrieri dello spirito (Mondadori, 2006) (riedizione: ebook, 2014).
- La lanterna e la spada (Piemme, 2007)
- Lo spirito del Giappone (Rizzoli, 2007)
- L'imperatrice e il dragone (Piemme, 2008)
- La pagoda magica e altri racconti per trovare la felicità dentro di sé (Piemme, 2008; poi: Il libro nella felicità, ebook, 2013)
- II pensiero indiano (Mondadori, 2008)
- Orient Pop. La musica dello spirito (Castelvecchi, 2008)
- Il lago incantato. Racconti sull'amore (Piemme, 2009)
- L'ordine nero (Piemme, 2009)
- L'innocenza del Tao (Mondadori, 2010; reprint: ebook, 2015)
- Il maestro e lo sciamano (Piemme, 2010)
- Incontri di filosofia. La biblioteca di Babele, vol. I (Città di Ripatransone, 2010).
- Confucio (Mondadori, 2011)
- Il coraggio del samurai (Piemme, 2011)
- Nietzsche in Cina nel XX secolo (ebook, 2012)
- Incontri di filosofia. La filosofia come conoscenza di sé, vol. II (Città di Ripatransone, 2012).
- Memorie di un funambolo (ebook, 2012)
- Note ai margini del nulla (ebook, 2013)
- Nonsense o il senso della vita (ebook, 2013)
- La durata infinita del non suono (Mimesis, 2013)
- Il pennello e la spada. La Via del samurai (Mondadori, 2013)
- Introduzione al Sufismo (ebook, 2013).
- Un'ora con Heidegger (Mimesis, 2013).
- Introduzione alla storia del Buddhismo Ch'an (ebook, 2013).
- Heidegger, il Tao e lo Zen (ebook, 2014).
- Il Tao del sesso: La storia di Wu Zhao (ebook, 2014).
- La lanterna e la spada (riedizione: ebook, 2014).
- La svastica sul Tibet (ebook, 2014).
- Il libro dei segreti d'amore (ebook, 2014).
- All'ombra del maestro (ebook, 2014).
- Il Tao del non suono (ebook, 2014).
- La filosofia di David Sylvian. Incursioni nel rock postmoderno (Mimesis, 2014).
- Ikkyu poeta zen (ebook, 2014).
- La filosofia di Brian Eno. Filosofia per non musicisti (Mimesis, 2014).
- Novalis come alchimista (ebook, 2014)
- La filosofia di Robert Wyatt. Dadaismo e voce - unlimited (Mimesis, 2014).
- Yogasutra (di Patanjali) (Rizzoli 2014).
- Sun-tzu: l'arte della guerra per conoscersi (ebook, 2014)
- La comprensione negata (ebook, 2014).
- Buddha: La via del risveglio (ebook, 2014).
- Nagarjuna: la dottrina della via di mezzo (Zhonglun) (ebook, 2014).
- Il libro rosso di Jung (ebook, 2014).
- La storia di Rama (Ramayana) (nuova edizione: ebook, 2014).
- Sul nudo. Introduzione al Nonsense (Mimesis, 2015).
- Storia del pensiero indiano, vol. I (nuova edizione: ebook, 2015).
- Lacan Zen, L'altra psicoanalisi (Mimesis, 2015).
- Storia del pensiero indiano, vol. II (nuova edizione: ebook, 2015).
- Oltre il nirvana, ebook, 2015.
- L'altro Derrida, ebook, 2015.
- Watt, la cosa e il nulla. L'altro Beckett, ebook, 2015.
- L'altro Wittgenstein, ebook, 2015.
- Nietzsche, lo Zen, Bob Dylan. Un'autobiografia, vol. I, ebook, 2015.
- L'altro Nietzsche, ebook, 2015.
- Una introduzione alla filosofia di John Lennon, ebook, 2015.
- Scelsi: Oltre l'Occidente, Crac Edizioni 2016.
- La corda e il serpente, ebook, 2016.
- Illusioni, ebook, 2016.
- La filosofia di Sakamoto, Il Wabi/Sabi dei colori proibiti, Mimesis 2017.
- La Via del risveglio, Manuale di meditazione, Milano, Rizzoli 2017.
- Togliersi le idee. L'ombra del nonsense, ebook 2018.
- Confucio come counselor, ebook 2019.
- Quanti orientali. Oltre il Tao della fisica, ebook 2019.
- Daodejing: Laozi come counselor, ebook 2019.
- Qohelet, l'interpretazione "orientale", ebook 2019.
- Il pensiero giapponese. L'età moderna e contemporanea, Jouvence 2019.
- La filosofia di Bob Dylan, Mu Machine Collection , ebook 2020.
- Il libro rosso di Jung: Liber Primus, Mu Machine Collection, ebook 2020.
- Storia del pensiero indiano, vol. II, Mu Machine Collection, ebook 2020.
- Storia del pensiero indiano, vol. III, Mu Machine Collection, ebook 2020.
- Storia del pensiero indiano, vol. IV, Mu Machine Collection, ebook 2020.
- Il libro rosso di Jung: Liber Secundus, Mu Machine Collection, ebook 2020.
- L'antistoria della filosofia, Mu Machine Collection, ebook 2020.
- Zen contro Zen, Mu Machine Collection, ebook 2020.
- I greci in Oriente, Mu Machine Collection, ebook 2020.
- Il giardino nascosto (sul tempo), Mu Machine Collection, ebook 2020.
- Guida al cinese classico, Mu Machine Collection, ebook 2020.
- Nascita di un samurai, Mu Machine Collection, ebook 2020.
- Il Canone di Mozi. La logica cinese, Mu Machine Collection, ebook 2020.
- Jung Zen, Mu Machine Collection, ebook 2020.
- Hanshan. Poesie della Cima Fredda, Mu Machine Collection, ebook 2020.
- Sunzi: l'arte della guerra per vincere se stessi, Mu Machine Collection, ebook 2020.
- Nosound, Crac Edizioni, Falconara Marittima 2020.
- La filosofia dei Rolling Stones, Mu Machine Collection, ebook 2020.
- Hideyoshi. La vendetta del samurai, Mu Machine collection, ebook 2020.
- La filosofia di Keith Jarrett, Mu Machine collection, ebook 2021.
- I libri neri di Jung, Mu Machine collection, ebook 2021.
- Il pensiero giapponese, volume I, Mu Machine collection, ebook 2021.
- Cage Nagarjuna Wittgenstein (edizione italiana), Mu Machine collection, ebook 2021.
- Il serpente e la corda. Stati di coscienza, Mu Machine collection, ebook 2021.
- Nei labirinti del Tao. Filosofia cinese per principianti.
- La solitudine vissuta, Kindle Edition 2022.
- La non filosofia, Kindle edition 2023.

### Opere in inglese
- Nonsense as the Meaning, ebook, 2012.
- Nietzsche in China in the 20th Century, ebook, 2012.
- The Shadows of the Masters, ebook, 2013.
- An Introduction to Sufism, ebook, 2013.
- The Dervish, ebook, 2013.
- Cage Nagarjuna Wittgenstein, ebook, 2014.
- Nosound, ebook, 2014.
- The Red Book of Jung, ebook, 2014.
- Illusions, ebook, 2014.
- The Book On Happiness, ebook 2015.
- On Nudity. An Introduction to Nonsense, Mimesis International 2015.
- David Sylvian As A Philosopher, Mimesis International 2016.
- Nonsense as the Meaning. New Edition, ebook, 2021.
- The Dervish, NewEdition, ebook 2021.
- Illusions, New Edition, ebook 2021.

### Opere in spagnolo
- El canto del derviche. Parabolas de la sabiduria Sufi, Grijalbo, Barcelona 1997.
- El maestro y el cháman, Mu Machine Collection 2023.

### Opere in francese
- Sur le nu. Introduction à la philosophie du Nonsense, Editions Mimésis, 2020.